# Provincia di Guadalajara
Guadalajara è una provincia della comunità autonoma di Castiglia-La Mancia, nella Spagna centrale.

## Confini
Confina con la Castiglia e León (province di Segovia e di Soria) a nord, con l'Aragona (province di Saragozza e di Teruel) a est, con la provincia di Cuenca a sud e con la comunità autonoma di Madrid a ovest.

## Superficie
La superficie è di 12.214 km² e la popolazione, nel 2003, era di 194.035 abitanti.

## Città
Il capoluogo è Guadalajara, altri centri importanti sono Azuqueca de Henares, Sigüenza, Molina de Aragón, Alustante, Brihuega, Pastrana, Cifuentes e Cabanillas del Campo.